# FNNテレビ静岡スーパーニュース
『FNNテレビ静岡スーパーニュース』（エフエヌエヌ テレビしずおかスーパーニュース）は、テレビ静岡で夕方に生放送されていた静岡県向けのローカルワイドニュース番組である（フジテレビ発の全国ニュース『FNNスーパーニュース』を内包）。ハイビジョン制作。
本項では『FNNスーパーニュースWEEKEND』のローカルパート（テレビ静岡の番組表では平日版と同じタイトル）についても取り上げる。

## 放送時間
| 期間      | 期間      | 放送時間（JST）       | 放送時間（JST）       | 放送時間（JST）       |
| 期間      | 期間      | 月曜日 - 金曜日       | 土曜日                | 日曜日                |
| --------- | --------- | --------------------- | --------------------- | --------------------- |
| 1998.3.30 | 2000.4.2  | 17:55 - 18:55（60分） | 18:00 - 18:30（30分） | 17:30 - 18:00（30分） |
| 2000.4.3  | 2001.4.1  | 17:54 - 18:55（61分） | 18:00 - 18:30（30分） | 17:30 - 18:00（30分） |
| 2001.4.2  | 2011.3.10 | 17:54 - 18:55（61分） | 17:30 - 18:00（30分） | 17:30 - 18:00（30分） |
| 2011.3.28 | 2012.9.30 | 17:54 - 19:00（66分） | 17:30 - 18:00（30分） | 17:30 - 18:00（30分） |
| 2012.10.1 | 2013.3.31 | 17:51 - 19:00（69分） | 17:30 - 18:00（30分） | 17:30 - 18:00（30分） |
| 2013.4.1  | 2015.3.29 | 17:54 - 19:00（66分） | 17:30 - 18:00（30分） | 17:30 - 18:00（30分） |

## キャスター
特記の無い人物は全員テレビ静岡のアナウンサー（後に別の部署へ異動した人物や退社した人物も含む）。

### 平日版
以下は番組終了時点における担当者。
- 中川慎也（テレビ静岡報道局報道部記者：月曜 - 水曜）
- 伊藤弘美（月曜 - 水曜）
- 蓮見直樹（木曜 - 金曜）
- 林愛実（木曜 - 金曜）

以下は途中まで担当していた人物。
| 期間      | 期間      | 男性     | 男性     | 男性     | 女性                  | 女性                  | 女性                  |
| 期間      | 期間      | 月 - 水  | 木       | 金       | 月 - 水               | 木                    | 金                    |
| --------- | --------- | -------- | -------- | -------- | --------------------- | --------------------- | --------------------- |
| 1998.3.30 | 1999.3.31 | 小澤一彦 | 小澤一彦 | 小澤一彦 | 戸塚貴久子 伊藤由美子 | 戸塚貴久子 伊藤由美子 | 戸塚貴久子 伊藤由美子 |
| 1999.4.1  | 2000.9.29 | 小澤一彦 | 小澤一彦 | 小澤一彦 | 戸塚貴久子            | 戸塚貴久子            | 戸塚貴久子            |
| 2000.10.2 | 2001.8.31 | 榛葉晴彦 | 榛葉晴彦 | 榛葉晴彦 | 菰田玲子              | 菰田玲子              | 菰田玲子              |
| 2001.9.3  | 2003.9.26 | 榛葉晴彦 | 榛葉晴彦 | 榛葉晴彦 | 菰田玲子              | 菰田玲子              | 橋口文恵              |
| 2003.9.29 | 2004.3.26 | 榛葉晴彦 | 榛葉晴彦 | 榛葉晴彦 | 橋口文恵              | 橋口文恵              | 菰田玲子              |
| 2004.3.29 | 2007.3.30 | 舘石昌宏 | 舘石昌宏 | 舘石昌宏 | 橋口文恵              | 田中宏枝              | 田中宏枝              |
| 2007.4.2  | 2008.3.28 | 舘石昌宏 | 小澤一彦 | 小澤一彦 | 田中宏枝              | 平野有海              | 平野有海              |
| 2008.3.31 | 2008.9.26 | 小澤一彦 | 小澤一彦 | 小澤一彦 | 田中宏枝              | 平野有海              | 平野有海              |
| 2008.9.29 | 2009.10.2 | 小澤一彦 | 柴田浩伸 | 柴田浩伸 | 田中宏枝              | 平野有海              | 平野有海              |
| 2009.10.5 | 2011.4.1  | 中川慎也 | 柴田浩伸 | 柴田浩伸 | 田中宏枝              | 平野有海              | 平野有海              |
| 2011.4.4  | 2012.9.28 | 中川慎也 | 柴田浩伸 | 柴田浩伸 | 菰田玲子              | 平野有海              | 平野有海              |
| 2012.10.1 | 2013.3.29 | 中川慎也 | 中川慎也 | 蓮見直樹 | 菰田玲子              | 平野有海              | 平野有海              |
| 2013.4.1  | 2014.3.28 | 中川慎也 | 中川慎也 | 蓮見直樹 | 平野有海              | 伊藤弘美              | 伊藤弘美              |
| 2014.3.31 | 2014.9.26 | 中川慎也 | 中川慎也 | 蓮見直樹 | 伊藤弘美              | 伊藤弘美              | 伊藤弘美              |
| 2014.9.29 | 2015.3.27 | 中川慎也 | 蓮見直樹 | 蓮見直樹 | 伊藤弘美              | 林愛実                | 林愛実                |

- 内田順子
- 小林美幸
- 近藤英恵
- 木村英里

### 週末版
テレビ静岡のアナウンサーがシフト勤務で担当。
- 渡辺雅彦
- 鈴木敏弘
- 蓮見直樹
- 永井俊樹
- 矢羽々恵匡
- 小松健太
- 北村花絵
- 伊藤弘美
- 北清杏奈
- 吉沢美菜
- 林愛実